# 1786 en littérature
| Années de la littérature : 1783 - 1784 - 1785 - 1786 - 1787 - 1788 - 1789    |
| Décennies de la littérature : 1750 - 1760 - 1770 - 1780 - 1790 - 1800 - 1810 |

Cet article présente les faits marquants de l'année 1786 en littérature.

## Événements
- 17 janvier : Germaine Necker épouse le baron Erik Magnus Staël von Holstein ambassadeur de Suède à Paris ; la même année, Madame de Staël ouvre un salon littéraire à Paris, rue du Bac[1].

- 20 mars : Gustave III de Suède fonde l’Académie suédoise[2].

- 26 mai : testament de Jean-Baptiste Marie de Piquet, marquis de Méjanes, qui lègue aux États de Provence sa bibliothèque à la condition qu'elle soit mise à disposition du public à Aix, future Bibliothèque Méjanes ouverte au publie le 6 novembre 1810[3].
- 3 septembre  : Goethe quitte secrètement Carlsbad pour effectuer incognito son Voyage en Italie ; il rentre à Weimar le 18 juin 1788[4].

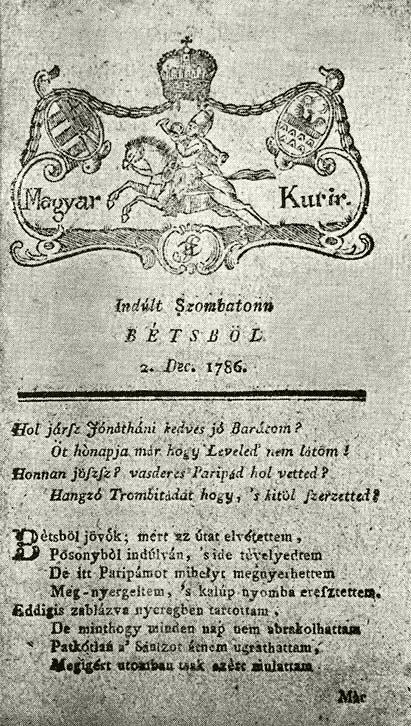
Magyar Kurír.

- 2 décembre : le Magyar Kurír (« Messager hongrois »), édité par Szacsvay Sándor (hu), parait à Vienne en langue hongroise[5] (370 abonnés en 1787[6]).

## Parutions
- Janvier : l’essai d'Emmanuel Kant Mutmaßlicher Anfang der Menschengeschichte (« Conjectures sur le commencement de l’histoire humaine ») parait dans le Berlinische Monatsschrift[7].
- 23 février : Friedrich von Schiller publie sept textes dans la revue Thalia, dont ses poèmes An die Freude (« Ode à la joie »)[8] et Resignation : Eine Phantasie  (« Résignation : une fantaisie ») qui contient l'aphorisme « L'histoire du monde est le tribunal du monde »[9].
- 26 mars : Hester Lynch Piozzi, Anecdotes of the Late Samuel Johnson, LL.D. : During the Last Twenty Years of His Life, T. Cadell, 1786 (présentation en ligne).

- Joseph Tieffenthaler,  Abraham Hyacinthe Anquetil-Duperron, Description historique et géographique de l’Inde, vol. 1, Berlin, de l'impr. de P. Bourdeaux, 1786 (présentation en ligne).
- John Horne Tooke, Epea Pteroenta : or the The Diversions of Purley, vol. 1, London, J. Johnson, 1786 (présentation en ligne) (Επεα πτερόεντα, « paroles ailées »).

### Fiction
- 31 juillet : Robert Burns, Poems, Chiefly in the Scottish Dialect (en), Kilmarnock, John Wilson, 1786 (présentation en ligne), premier recueil de poèmes en écossais[10].
- 2 décembre : le Journal de Lausanne annonce la parution du roman gothique de William Thomas Beckford, Vathek, Lausanne, Isaac Hignou & Comp, 1787 [1786] (présentation en ligne), en français[11].

- Jean-Pierre Claris de Florian, Numa Pompilius : second roi de Rome, vol. 1, Paris, Pierre Didot l'Ainé, 1786 (présentation en ligne), roman chevaleresque en deux tomes.
- Marquis de Sentilly, Le Rideau levé ou l’éducation de Laure, Cythère (Alençon), (Jean Zacharie Malassis ), 1786, roman épistolaire érotique publié anonymement et attribué à Mirabeau.
- Sarah Trimmer, Fabulous Histories : Designed for the Instruction of Children, Respecting Their Treatment of Animals, London, Longman, and G.G.J, and J. Robinson, 1786 (présentation en ligne), traduction française de David de Saint-Georges Histoires fabuleuses : destinées à l'instruction des enfans dans ce qui regarde leur conduite envers les animaux, Genève, chez F. Dufart, 1789 (présentation en ligne) (OCLC 44934764).

## Naissances
- 24 février : Wilhelm Grimm, philologue et écrivain allemand († 16 décembre 1859).
- 20 juin : Marceline Desbordes-Valmore, poétesse française († 23 juillet 1859).